# Schopfente

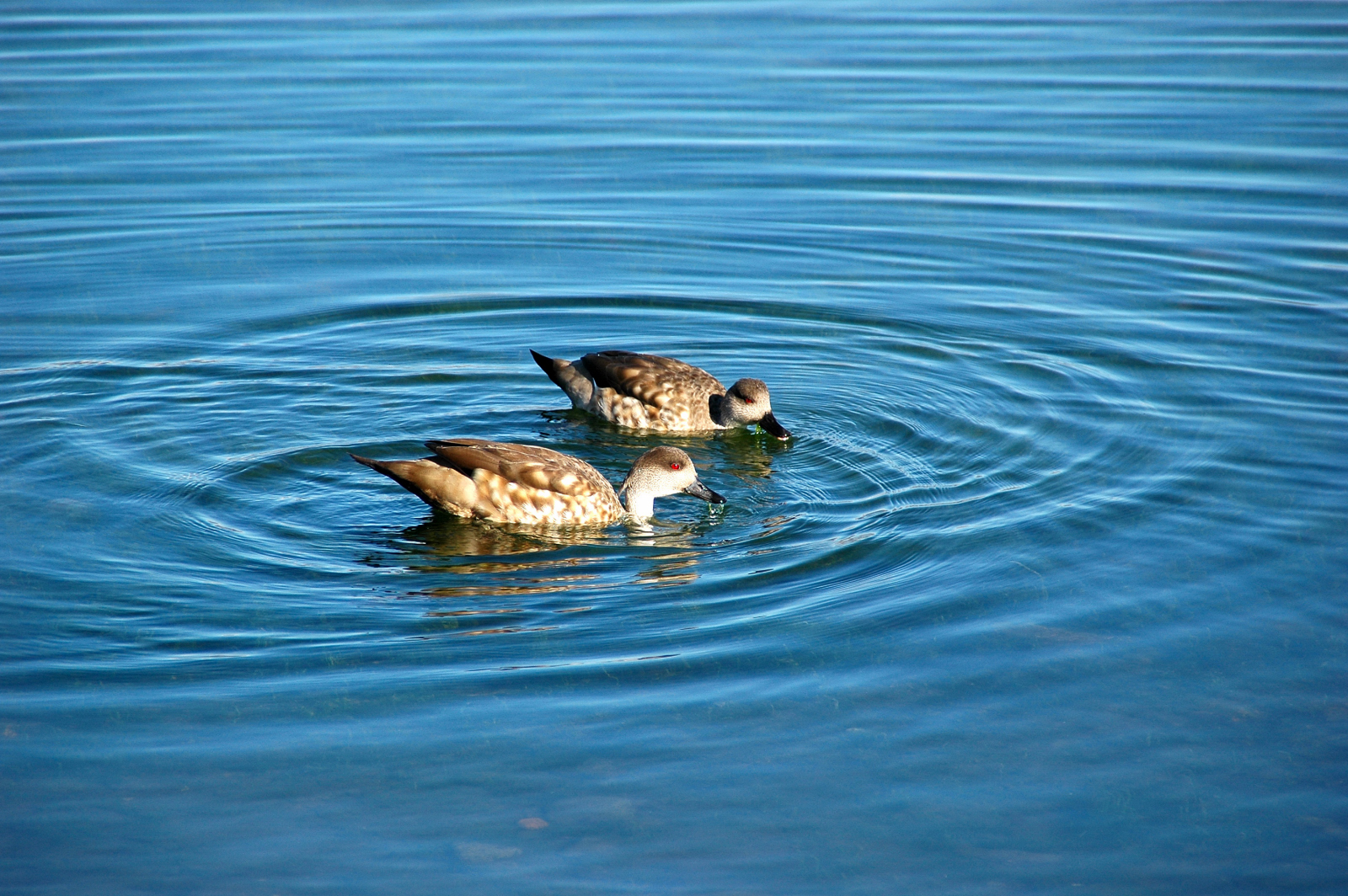
Schopfenten

Die Schopfente (Lophonetta specularioides) ist ein südamerikanischer Entenvogel, der zu den Schwimmenten zählt. Sie wird heute als einzige Art der Gattung Lophonetta zugerechnet, da sie sich in ihrer Entwicklung sehr frühzeitig von den übrigen Arten der Anatinae abspaltete. Früher zählte sie zu der Gattung der Eigentlichen Enten als Anas specularioides.
Die Schopfente ist eine mittelgroße Entenart, deren Körper langgestreckt wirkt. Ihr Schwanz erscheint im Verhältnis zur Körpergröße lang, die Federhaube ist kurz, aber auffällig. Die IUCN stuft die Art als derzeit ungefährdet (least concern) ein.

## Erscheinungsbild
Die Schopfente ist eine mittelgroße, graubraun gefleckte Ente. Sie erreicht eine Körperlänge von 50 bis 60 Zentimetern. Das Gewicht variiert zwischen 900 Gramm und 1,1 Kilogramm.  Die Art weist keinen Geschlechtsdimorphismus auf. Die Männchen sind allerdings deutlich größer und klarer gezeichnet. Der namensgebende Schopf tritt bei beiden Geschlechtern auf. Bei den Weibchen ist er lediglich etwas kürzer. Im natürlichen Verbreitungsgebiet besteht kaum Verwechselungsgefahr mit anderen Entenarten. Die Dampfschiffenten des Verbreitungsgebietes haben alle ein blaugraues Gefieder und sind deutlich massiger. Die Spitzschwanzente hat ein deutlich brauneres Gefieder und die Kupferspiegelente hat eine auffallend weiße Gesichtsfleckung, die bei der Schopfente fehlt.
Bei der Schopfente sind der Hals, das Kinn und das Gesicht blassgrau. Die Federn des Mantels, des Rückens und der Flügeloberdecken sind dunkelbraun mit aufgehellten Partien. Dies verleiht den Enten das getupfte Aussehen. Der Kopfscheitel ist dunkelbraun. Die Augengegend ist schwarz. Der Flügelspiegel ist metallisch violett oder bronzefarben und weist einen breiten weißen Saum auf. Das Auge ist rot bis gelb. Schnabel, Beine und Füße sind dunkelgrau. Jungvögel gleichen den Adulten. Ihnen fehlt aber noch der Schopf, und der schwarze Fleck rund um das Auge ist weniger ausgeprägt.
Bei den Küken ist die Körperoberseite hell erdbraun. Die Kopfplatte, der Augenstreif und die Flügel sind etwas dunkler gefärbt. Der hintere Flügelsaum sowie jeweils ein großer Fleck an den Bürzelseiten, die Brust und der Bauch sind schmutzig weiß. Schnabel und Füße sind grau.

## Stimme
Schopfenten sind sehr ruffreudige Enten. Besonders häufig lassen sie ihre Rufe während der Balzzeit sowie bei der Verteidigung ihres Brutreviers hören. Die Weibchen rufen in dieser Zeit sogar dann, wenn sie auf dem Nest sitzen. Die meisten Entenweibchen geben vom Nest aus keine Laute von sich, um nicht Raubsäuger und Greifvögel auf sich aufmerksam zu machen.
Das Männchen gibt ein raues whorr von sich sowie ein summend klingendes wheeoo. Das Weibchen ruft ein dunkles bellendes grruf und ein nasales quek-quek-quek.

## Verbreitung und Bestand
Die Nominatform Patagonische Schopfente (L. s. specularioides) ist ein Standvogel und Teilzieher in einem Verbreitungsgebiet, das von Talea in Chile und Mendoza in Argentinien bis nach Feuerland reicht. Teilzieher sind dabei insbesondere die Schopfenten, die in höheren Lagen siedeln. Auf den Falklandinseln, wo die Schopfente zu den häufigsten und am weitesten verbreiteten Entenvögeln zählt, ist die Nominatform ein Standvogel. Die Bestandsgröße dieser Unterart wird auf 10.000 bis 25.000 Individuen Brutpaare geschätzt.
Die Unterart Anden-Schopfente (L. s. alticola) ist ein Brutvogel hochgelegener Andenseen Perus und kommt in südlicher Richtung bis zur Region Junín vor. Sie siedelt außerdem im Süden Boliviens sowie im Norden Chiles und im äußersten Westen Argentiniens. Anden-Schopfenten brüten häufig in Höhenlagen über 4.000 Meter. In der sogenannten Punazone ist sie der häufigste Entenvogel. Die Bestandsgröße dieser Unterart wird auf 100.000 Individuen geschätzt. Im Winterhalbjahr ziehen sie auf Höhenlagen von 2.000 Meter über NN. 
Das Verbreitungsgebiet beider Unterarten überlappt sich im Norden Chiles.

## Lebensraum und Nahrung
Die Schopfente besiedelt Marschen, feuchtes Weideland und Seen. Sie kommt von den Tiefebenen an der Küste bis in Höhenlagen über 4000 Meter vor. Der von ihr genutzte Lebensraum sind Senken und Flussniederungen der Vorberge der Anden, die Pampa Argentiniens und die subantarktischen Grassteppen im Süden Südamerikas sowie Plateauseen der Anden. Sie präferiert Flachgewässer und nimmt auch solche Gewässer an, die eine exponierte Uferlinie haben. Gewässer mit Schwimmblattvegetation oder ausgedehnter Riedzone werden von ihr gemieden. Sie findet sich auch in Küstenbuchten und an Stränden ein. Sie untersuchen dabei häufig den angespülten Kelp nach Nahrung. Insbesondere die Nominatform bevorzugt planktonreiche Brackgewässer. Auf großen Seen kommt es außerhalb der Fortpflanzungszeit zu Schwarmbildung. An der Magellanstraße sowie auf Feuerland besiedeln Schopfenten nach den Feststellungen des Ornithologen Hartmut Kolbe selbst kleinste Steppentümpel.
Die Schopfente ernährt sich überwiegend animalisch und frisst vor allem Schalen- und Krebstiere. Pflanzliche Nahrung wird zwar auch aufgenommen, spielt aber insgesamt keine große Rolle.

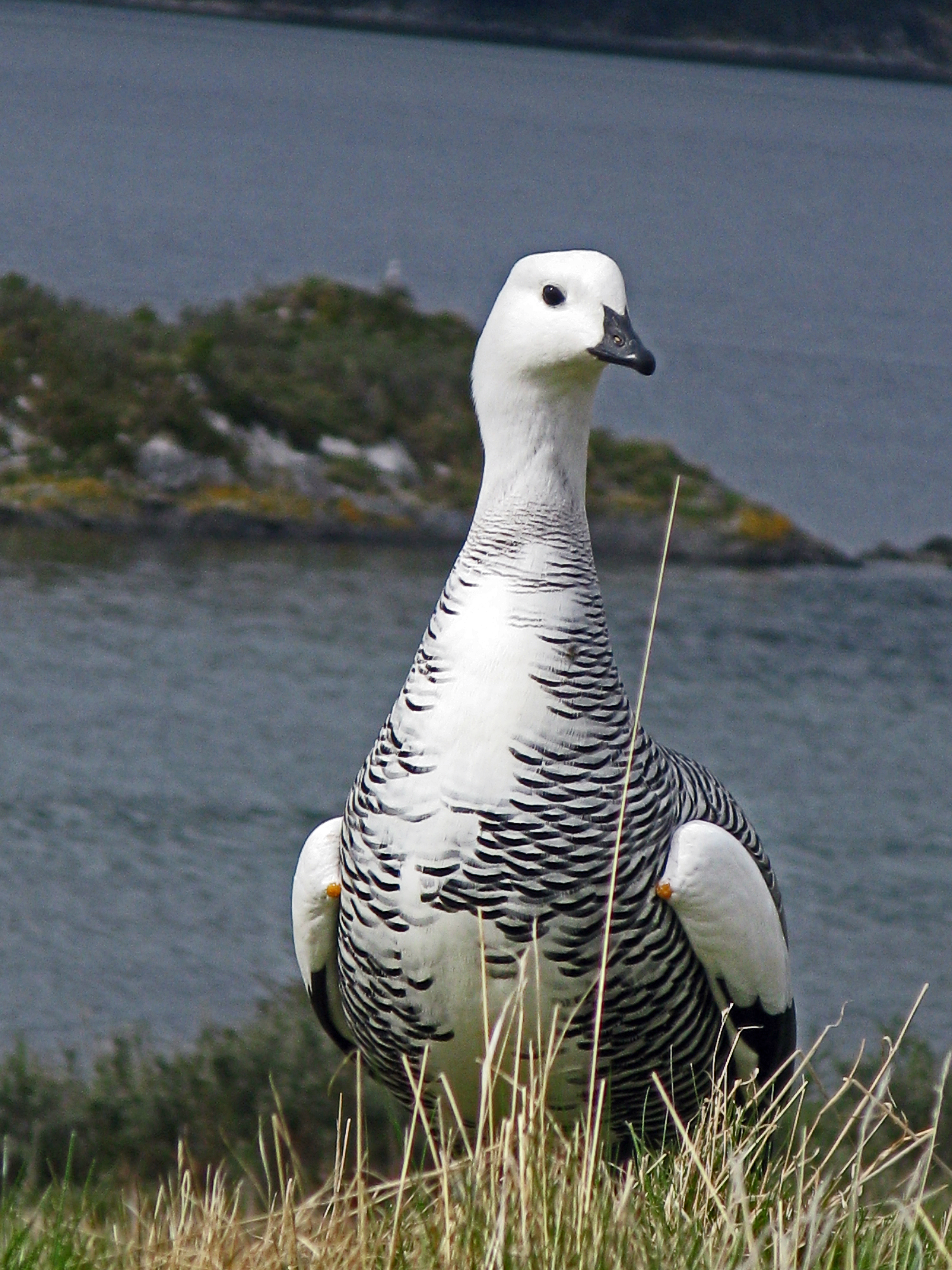
Schopfenten sind in ihrer Brutzeit sehr territoriale Vögel und vertreiben selbst deutlich größere Entenvögel wie etwa die Magellangans (Foto).

## Fortpflanzung
Die Fortpflanzungszeit der Schopfente variiert stark in Abhängigkeit von der geografischen Lage des Vorkommens. Da die Ente zwei bis drei Bruten im Jahr durchführt, können brütende Schopfenten ganzjährig beobachtet werden. Die Hauptfortpflanzungszeit fällt in den Anden in die Monate Oktober bis April. Im Süden Südamerikas brüten Schopfenten vorwiegend in den Monaten September bis Januar.
Schopfenten verfügen über ein großes Repertoire an Balzgesten, sie sind außerdem in dieser Zeit sehr ruffreudig. Während der Brutzeit sind sie gegenüber Artgenossen sehr aggressiv und vertreiben auch andere Vogelarten aus ihrem Brutrevier. Männchen und Weibchen vertreiben Reviereindringlinge häufig gemeinsam. Sie vertreiben in dieser Zeit auch deutlich größere Wasservögel wie etwa Magellangänse.
Das Nest wird am Boden errichtet und befindet sich meist in Ufernähe. Das Vollgelege umfasst fünf bis acht Eier. Diese sind cremefarben und oval. Es brütet allein das Weibchen. Die Brutzeit beträgt 30 Tage. Das Männchen ist an der Aufzucht der Küken beteiligt. Die Küken sind nach zehn bis elf Wochen flügge.

## Innere Systematik
Es werden zwei Unterarten unterschieden. Die Nominatform Patagonische Schopfente (Lophonetta specularioides specularioides) ist im südlichen Chile, Argentinien sowie auf den Falkland-Inseln verbreitet. Die Unterart Anden-Schopfente (Lophonetta specularioides alticola) (Menegaux, 1909) kommt in den Bergregionen Perus, Boliviens, Nordchiles und Argentiniens vor. Die Anden-Schopfente ist etwas größer, insgesamt bräunlicher und hat ein mehr einheitlich gefärbtes Gefieder. Die Iris wirkt gelblicher als bei der Nominatform.
Beide Unterarten sind nicht bestandsbedroht.

## Haltung in menschlicher Obhut
Schopfenten gelangten bis etwa 1950 nur sehr selten nach Europa oder Nordamerika. Die Ersthalter sind unbekannt. Jedoch weiß man, dass der Zoo in London eine einzelne Schopfente zwischen 1887 und 1896 hielt. Der Zoologische Garten Berlin hielt Schopfenten um 1932. Die Erstzucht in menschlicher Obhut gelang dem Zoo in London 1948. Dabei handelte es sich um die Anden-Schopfente. Die Nominatform wurde 1964 erstmals in Slimbridge durch den britischen Wildfowl Trust gezüchtet. Wegen ihrer großen Aggressivität während der Brutzeit werden sie meist in Einzelgehegen gehalten.

## Belege